# Icuria dunensis
Icuria dunensis är en ärtväxtart som beskrevs av Jan Johannes Wieringa. Icuria dunensis ingår i släktet Icuria och familjen ärtväxter. Inga underarter finns listade i Catalogue of Life.